# Statholdergaarden (restaurant)
 For alternative betydninger, se Statholdergaarden. (Se også artikler, som begynder med Statholdergaarden)
Statholdergaarden er en norsk gourmetrestaurant i Oslo, der ligger i bygningen af samme navn fra 1640, som ligger på hjørnet af Rådhusgata og Kirkegata.
Statholdergaarden ledes af den Bocuse d'Or vindende kok Bent Stiansen og til hendes død i maj 2010 af hans kone Anette Stiansen. Restauranten blev etableret af parret i 1994; den modtog en stjerne i Michelinguiden i 1998 og dens vinudvalg blev nomineret til "Best of Award of Excellence" af Wine Spectator.
Menuen er baseret på norske råvarer og varierer efter årstiden.
Allerede i 1914 blev der åbnet en restaurant i bygningen, da skøjteløberen Axel Paulsen åbnede Cafe Anglais på 2. sal. Statholderens Krostue er en dansk kro i bygningen.